# Vladimir Ivić
Vladimir Ivić (ser. Владимир Ивић, ur. 7 maja 1977 w Zrenjaninie) – serbski trener i piłkarz grający na pozycji ofensywnego pomocnika.
Jest bratem Iliji Ivicia, 1-krotnego reprezentanta Jugosławii.

## Kariera klubowa
Karierę piłkarską Ivić rozpoczął w klubie Proleter Zrenjanin. W 1994 roku zadebiutował w nim w jugosłowiańskiej pierwszej lidze. Grał w nim do 1998 i wtedy też odszedł do Partizana Belgrad. Wraz z Partizanem trzykrotnie wywalczył mistrzostwo kraju w latach 1999, 2002 i 2003 oraz zdobył Puchar Jugosławii w 2001 roku.
W 2004 roku Ivić przeszedł z Partizana do Borussii Mönchengladbach. W niemieckiej Bundeslidze swój debiut zanotował 8 sierpnia 2004 w spotkaniu z Arminią Bielefeld (0:0). W Borussii przez pół roku rozegrał 4 spotkania i strzelił 1 gola, 11 września 2004 w meczu z Werderem Brema (3:1).
Na początku 2005 roku Ivić odszedł do greckiego AEK-u Ateny. W greckiej lidze zadebiutował 9 stycznia 2005 w wygranych 1:0 derbach Aten z Panathinaikosem. W AEK-u grał do lata 2007.
Kolejnym klubem w karierze Ivicia był Aris FC. Swój pierwszy ligowy mecz rozegrał w nim 23 września 2007 przeciwko Apollonowi Kalamaria (0:0). W Arisie występował przez rok i zagrał z nim m.in. w przegranym 0:2 finale Pucharu Grecji z Olympiakosem Pireus.
W 2008 roku Ibić przeszedł do PAOK-u Saloniki. Zadebiutował w nim 30 sierpnia 2008 w zwycięskim 2:0 wyjazdowym meczu z OFI Kreta. W 2010 roku wywalczył z PAOK-iem wicemistrzostwo Grecji. W 2012 roku zakończył karierę piłkarską, a w 2013 został trenerem drużyny młodzieżowej tego klubu. W 2016 objął stanowisko szkoleniowca pierwszej drużyny.
| Sezon   | Klub                     | Kraj                | Rozgrywki     | Mecze | Bramki |
| ------- | ------------------------ | ------------------- | ------------- | ----- | ------ |
| 1994/95 | Proleter Zrenjanin       | Jugosławia          | Prva liga     | 5     | 1      |
| 1995/96 | Proleter Zrenjanin       | Jugosławia          | Prva liga     | 16    | 1      |
| 1996/97 | Proleter Zrenjanin       | Jugosławia          | Prva liga     | 20    | 1      |
| 1997/98 | Proleter Zrenjanin       | Jugosławia          | Prva liga     | 26    | 4      |
| 1998/99 | Partizan Belgrad         | Jugosławia          | Prva liga     | 20    | 11     |
| 1999/00 | Partizan Belgrad         | Jugosławia          | Prva liga     | 30    | 18     |
| 2000/01 | Partizan Belgrad         | Jugosławia          | Prva liga     | 30    | 20     |
| 2001/02 | Partizan Belgrad         | Jugosławia          | Prva liga     | 23    | 8      |
| 2002/03 | Partizan Belgrad         | Jugosławia          | Prva liga     | 13    | 3      |
| 2003/04 | Partizan Belgrad         | Serbia i Czarnogóra | Prva liga     | 17    | 4      |
| 2004/05 | Borussia Mönchengladbach | Niemcy              | Bundesliga    | 4     | 1      |
| 2004/05 | AEK Ateny                | Grecja              | Alpha Ethniki | 17    | 4      |
| 2005/06 | AEK Ateny                | Grecja              | Alpha Ethniki | 27    | 3      |
| 2006/07 | AEK Ateny                | Grecja              | Alpha Ethniki | 12    | 2      |
| 2007/08 | Aris FC                  | Grecja              | Alpha Ethniki | 24    | 4      |
| 2008/09 | PAOK FC                  | Grecja              | Alpha Ethniki | 23    | 6      |
| 2009/10 | PAOK FC                  | Grecja              | Alpha Ethniki | 26    | 7      |
| 2010/11 | PAOK FC                  | Grecja              | Alpha Ethniki | 22    | 2      |
| 2011/12 | PAOK FC                  | Grecja              | Alpha Ethniki | 17    | 2      |

## Kariera reprezentacyjna
W reprezentacji Jugosławii Ivić zadebiutował 24 marca 2001 roku w zremisowanym 1:1 spotkaniu eliminacji do MŚ 2002 ze Szwajcarią. W kadrze narodowej grał do 2004 roku i łącznie rozegrał w niej 8 meczów.
| Mecze i gole w reprezentacji | Mecze i gole w reprezentacji | Mecze i gole w reprezentacji       | Mecze i gole w reprezentacji | Mecze i gole w reprezentacji | Mecze i gole w reprezentacji | Mecze i gole w reprezentacji |
| #                            | Data                         | Stadion                            | Rywal                        | Wynik                        | Gol                          | Rozgrywki                    |
| Jugosławia                   | Jugosławia                   | Jugosławia                         | Jugosławia                   | Jugosławia                   | Jugosławia                   | Jugosławia                   |
| 2001                         | 2001                         | 2001                               | 2001                         | 2001                         | 2001                         | 2001                         |
| ---------------------------- | ---------------------------- | ---------------------------------- | ---------------------------- | ---------------------------- | ---------------------------- | ---------------------------- |
| 1.                           | 24.03.2001                   | Belgrad, Jugosławia                | Szwajcaria                   | 1:1                          | 0                            | el. MŚ 2002                  |
| 2.                           | 28.03.2001                   | Lublana, Słowenia                  | Słowenia                     | 1:1                          | 0                            | el. MŚ 2002                  |
| 2002                         |                              |                                    |                              |                              |                              |                              |
| 3.                           | 17.04.2002                   | Smederevo, Jugosławia              | Litwa                        | 4:1                          | 0                            | towarzyski                   |
| 4.                           | 08.05.2002                   | East Rutherford, Stany Zjednoczone | Ekwador                      | 0:1                          | 0                            | towarzyski                   |
| 5.                           | 17.05.2002                   | Moskwa, Rosja                      | Ukraina                      | 0:2                          | 0                            | LG Cup                       |
| 6.                           | 19.05.2002                   | Moskwa, Rosja                      | Rosja                        | 1:1, k. 6:5                  | 0                            | towarzyski                   |
| 7.                           | 21.08.2002                   | Sarajewo, Bośnia i Hercegowina     | Bośnia i Hercegowina         | 2:0                          | 0                            | towarzyski                   |
| Serbia i Czarnogóra          |                              |                                    |                              |                              |                              |                              |
| 2004                         |                              |                                    |                              |                              |                              |                              |
| 8.                           | 28.04.2004                   | Belfast, Irlandia Północna         | Irlandia Północna            | 1:1                          | 0                            | towarzyski                   |